# درختچه

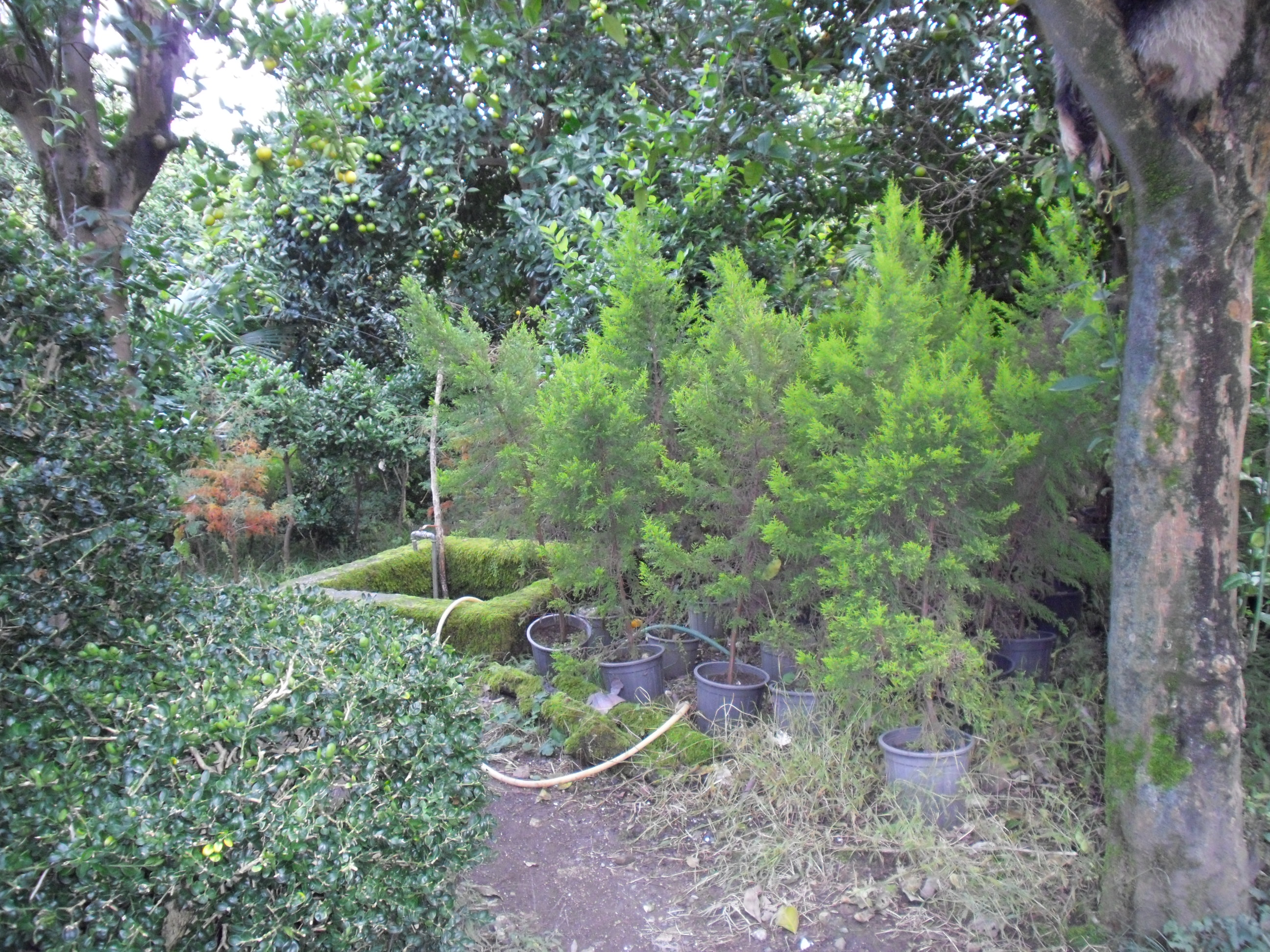
درختچه‌های تزئینی

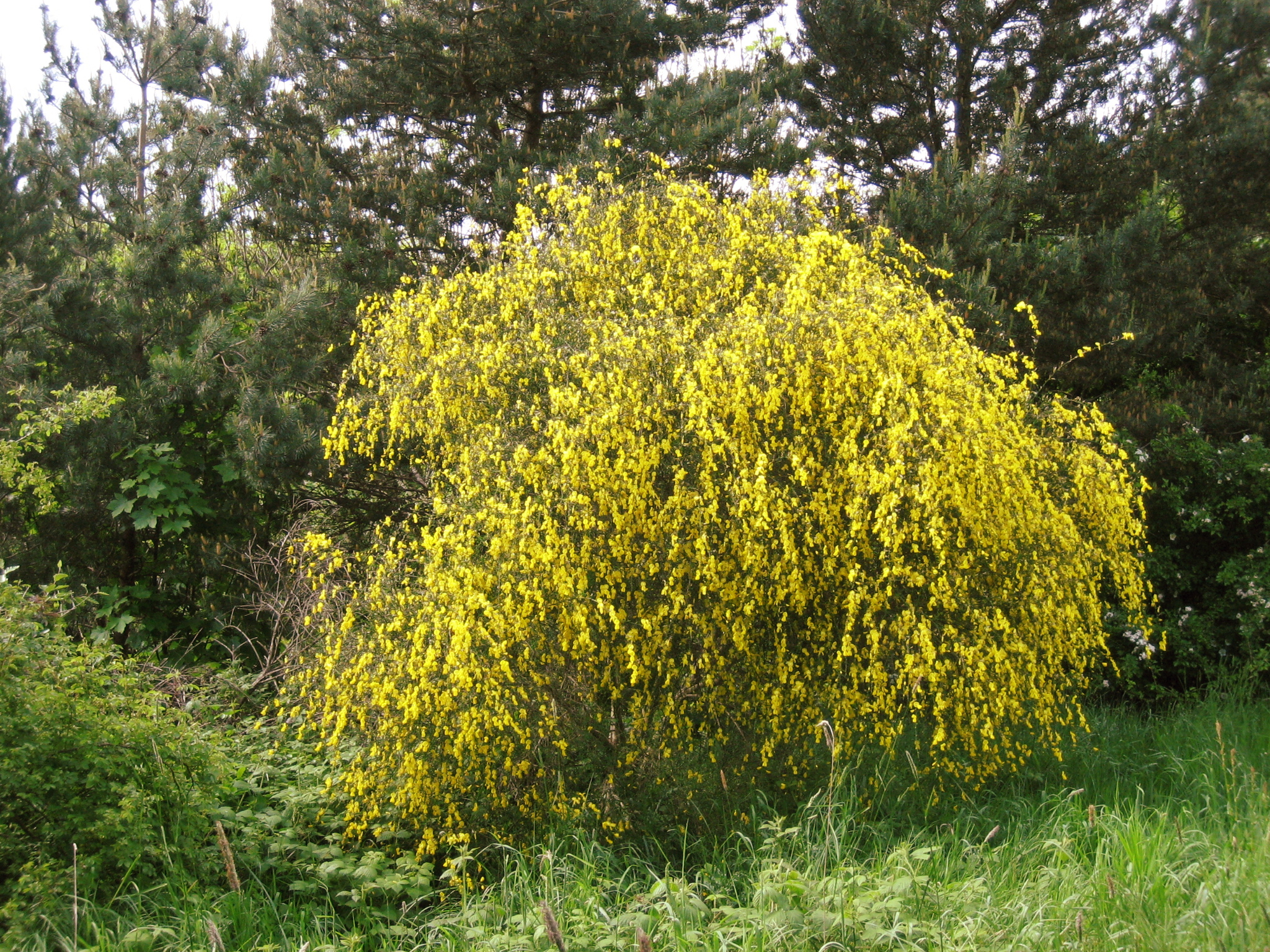
درختچه گُلدار

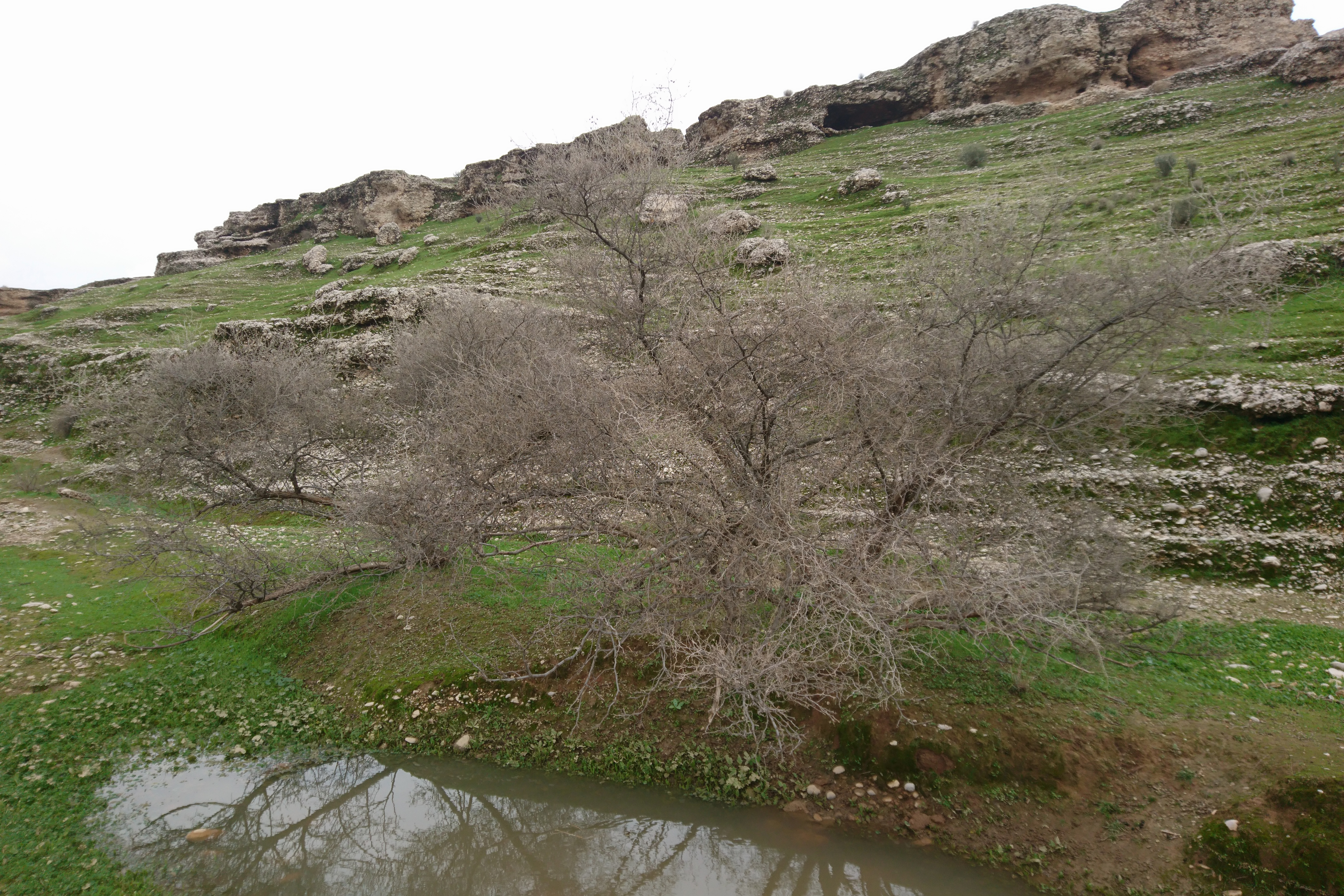
درختچه ربنیک، بهبهان

درختچه (به انگلیسی: Shrub) حالتی از گیاه است که به خاطر کوتاهی قد و نیز داشتن بیش از یک تنه اصلی (از روی زمین یا نزدیک به زمین) از درخت جدا می‌شود. درخت‌چه‌ها معمولاً کوتاه‌تر از ۵–۶ متر هستند. مثالی که در این خصوص می‌توان آورد درختچه بنکسیا اپیکا می‌باشد.
گروه بزرگی از گیاهان می‌توانند درخت یا درخت‌چه به‌شمار آیند. گیاهان کوچک و کم‌ارتفاع را بوته می‌نامند. درخت‌چه‌ها معمولاً شاخ و برگ انبوه و فشرده‌ای دارند و در صورت هرس شدن به زودی شاخ و برگ خود را بازمی‌یابند. درخت‌چه‌ها می‌توانند همیشه‌سبز یا خزان‌کننده باشند.

## ارتفاع
بر طبق برخی تعاریف، درخت‌چه کمتر از ۶ متر و درخت بیش از ۶ متر ارتفاع دارند. برخی نیز ۱۰ متر را در نظر می‌گیرند. بعضی از درخت‌ها ممکن است هرگز به این ارتفاع نرسند و شبیه به درخت‌چه باقی بمانند.